# San Vito Lo Capo
San Vito Lo Capo är en ort och kommun i kommunala konsortiet Trapani, innan 2015 provinsen Trapani, i regionen Sicilien i sydvästra Italien. Kommunen hade −4 708 invånare (2017).